# Revealed Recordings
Revealed Recordings és un segell discogràfic independent, fundat pel productor musical i DJ holandès Hardwell el 2010. El seu primer llançament va ser "Hardwell & DJ Funkadelic (Ara conegut com a Dannic) - Get Down Girl" que va acabar en la part més alta de les llistes de música dance.
Actualment, Revealed és una discogràfica reconeguda amb uns 200 llançaments, a més de tenir nombrosos temes entre les millor valorades de les llistes de Beatport.
El senzill de més èxit de Revealed en les llistes nacionals (dels Països Baixos) és Apollo de Hardwell & Amba Shepherd, que va assolir el seu punt màxim en el número 26 del Top 40 holandès.
El senzill de més èxit internacionalment va ser Dare You de Hardwell amb Matthew Koma, que va arribar a la posició 15 a Bèlgica, N° 5 a Escòcia, 27 a la llista Dance dels EUA, i N° 18 al Regne Unit. En les llistes dels Països Baixos va arribar a la posició 31 del Top 40 neerlandès.
El 23 d'agost de 2014, la discogràfica va facilitar un escenari al Festival Creamfields d'Anglaterra, aportant diversos artistes de Revealed com ara JoeySuki, Kill The Buzz, Hardwell, Futuristic Polar Bears o Deorro, entre molts altres. Posteriorment, el 2015, Revealed també va facilitar escenaris als festivals Tomorrowland, Tomorrowland Brasil, TomorrowWorld i Creamfields.

## Llançaments
| Artista                                        | Llançament                                              | Tipus      | Data       | Catàleg  | Comentaris |
| ---------------------------------------------- | ------------------------------------------------------- | ---------- | ---------- | -------- | --- |
| Hardwell & DJ Funkadelic                       | Get Down Girl                                           | Senzill    | 12/04/2010 | REVR001  | Inclou Nicky Romero Remix                                                                                              |
| Hardwell feat. Red Carpet                      | Alright 2010                                            | Senzill    | 21/06/2010 | REVR002  | Inclou Radio Edit |
| Nicky Romero                                   | Switched                                                | Senzill    | 19/07/2010 | REVR003  | Inclou Hardwell & DJ Funkadelic Remix                                                                                  |
| Hardwell                                       | Molotov                                                 | EP         | 06/09/2010 | REVR004  | Inclou Radio Edit & Remixes d'Apster & Franky Rizardo                                                                  |
| JoeySuki                                       | Dig It All                                              | Senzill    | 10/11/2010 | REVR005  | Inclou Hardwell Edit                                                                                                   |
| Hardwell & Franky Rizardo                      | Asteroid                                                | Senzill    | 15/11/2010 | REVR006  | - |
| Dani L. Mebius, Walter Fierce                  | N.A.S.A                                                 | Senzill    | 15/11/2010 | REVR007  | Inclou Punish Remix |
| Jordy Lishious                                 | Lump                                                    | Senzill    | 31/01/2011 | REVR008  | - |
| Damian William                                 | Tuttu Frutt / Maniana                                   | Senzill    | 28/02/2011 | REVR009  | - |
| Ianick & Alex Minerva                          | Iliad                                                   | Senzill    | 28/03/2011 | REVR010  | - |
| Hardwell                                       | Encoded                                                 | Senzill    | 18/04/2011 | REVR011  | Inclou Dada Life Remix                                                                                                 |
| Jaz Von D                                      | Reload                                                  | Senzill    | 09/05/2011 | REVR012  | - |
| DJ Funkadelic & Beauriche                      | Smack/Sprank                                            | Senzill    | 23/05/2011 | REVR013  | - |
| Jay Ronko & Josh Newson                        | Babel                                                   | Senzill    | 13/06/2011 | REVR014  | - |
| Jake Shanahan & Sebastien Lintz                | Passion                                                 | Senzill    | 27/06/2011 | REVR015  | Incl. Hardwell Edit |
| Hardwell                                       | The World                                               | Senzill    | 11/07/2011 | REVR016  | - |
| Brainless                                      | Bots/Slap                                               | Senzill    | 01/08/2011 | REVR017  | - |
| Varis Artistes                                 | Hardwell Presents: Revealed, Vol. 2                     | Compilació | 07/22/2011 | REVR018  | - |
| Ianick & Alex Minerva                          | Odyssey                                                 | Senzill    | 22/08/2011 | REVR019  | - |
| Paris & Simo                                   | Monk                                                    | Senzill    | 26/09/2011 | REVR020  | Inclou Jake Shanahan & Sebastien Lintz Remix                                                                           |
| Hardwell                                       | Cobra                                                   | Senzill    | 10/10/2011 | REVR021  | Official Energy Anthem 2012                                                                                            |
| Kura, Dyro & Luke R                            | Talent Revealed Vol.1                                   | EP         | 07/11/2011 | REVR022  | Tracklist: Kura - Ammonia / Dyro - Dafstastic / Luke R - Bermuda                                                       |
| Hardwell & JoeySuki                            | Munster                                                 | Senzill    | 21/11/2011 | REVR023  | - |
| Dyro                                           | Metaphor / Magno                                        | Senzill    | 05/12/2011 | REVR024  | - |
| Varis Artistes                                 | Revealed Recordings Presents: The Collection            | Senzill    | 12/12/2011 | REVR025  | Inclou tots els Llançaments fins al 12/12/2011                                                                         |
| Michael Brun                                   | Dawn                                                    | Senzill    | 21/12/2011 | REVR026  | Inclou Hardwell Edit                                                                                                   |
| Hardwell                                       | Spaceman                                                | Senzill    | 23/01/2012 | REVR027  | - |
| Dannic                                         | Doster                                                  | Senzill    | 06/02/2012 | REVR028  | - |
| Jordy Dazz                                     | Bad Rule                                                | Senzill    | 27/02/2012 | REVR029  | - |
| NO ID & Martin Volt                            | Zelda                                                   | Senzill    | 27/02/2012 | REVR030  | Inclou Hardwell Edit                                                                                                   |
| JoeySuki                                       | Kiwistick                                               | Senzill    | 02/04/2012 | REVR031  | - |
| Hardwell & Dannic                              | Kontiki                                                 | Senzill    | 16/04/2012 | REVR032  | Inclou Dyro Remix |
| Rene Kuppens & Dyro                            | Raid                                                    | Senzill    | 30/04/2012 | REVR033  | - |
| Hardwell                                       | Spaceman - Outer Space Remixes                          | EP         | 07/05/2012 | REVR034  | Pack De Remixos de: Headhunterz, Naffz & Drown The Fish                                                                |
| Hardwell feat. Mitch Crown                     | Call Me a Spaceman                                      | Senzill    | 14/05/2012 | REVR035  | Inclou Radio Edit |
| Dannic                                         | W.O.P                                                   | Senzill    | 18/05/2012 | REVR036  | Riverdance Festival Anthem 2012                                                                                        |
| Jordy Dazz                                     | OMG                                                     | Senzill    | 28/05/2012 | REVR037  | - |
| Dyro                                           | Paradox                                                 | Senzill    | 18/06/2012 | REVR038  | - |
| Dannic                                         | Tombo                                                   | Senzill    | 25/06/2012 | REVR039  | - |
| Marcel Woods & W&W                             | Trigger                                                 | Senzill    | 02/07/2012 | REVR040  | - |
| Paris & Simo                                   | Nova                                                    | Senzill    | 23/07/2012 | REVR041  | - |
| Hardwell & Showtek                             | How We Do                                               | Senzill    | 30/07/2012 | REVR042  | - |
| Hardwell & Showtek                             | How We Do                                               | Senzill    | 30/07/2012 | REVR042S | Radio Edit |
| Dave Silcox, Matt Nash & Tom Peppe             | Hearts                                                  | Senzill    | 13/08/2012 | REVR043  | Inclou Jordy Dazz Remix                                                                                                |
| Dannic & Jordy Dazz                            | Fuego                                                   | Senzill    | 10/09/2012 | REVR044  | - |
| Kill The Buzz                                  | Party Hard                                              | Senzill    | 08/10/2012 | REVR045  | - |
| Firebeatz                                      | Here We F*cking Go                                      | Senzill    | 22/10/2012 | REVR046  | - |
| Dannic                                         | Flare                                                   | Senzill    | 29/10/2012 | REVR047  | - |
| Franky Rizardo & Roul and Doors                | Elements                                                | Senzill    | 12/11/2012 | REVR048  | Inclou Hardwell & Dannic Remix                                                                                         |
| Hardwell feat. Amba Sheperd                    | Apollo                                                  | Senzill    | 26/11/2012 | REVR049  | - |
| Jordy Dazz                                     | Claymore                                                | Senzill    | 10/12/2012 | REVR050  | - |
| Marcel Woods & Allure                          | Ready                                                   | Senzill    | 17/12/2012 | REVR051  | - |
| Kid Massive, Alex Sayz & Miella                | Strong                                                  | EP         | 07/01/2013 | REVR052  | Inclou una versió instrumental, Dannic Remix & Filip Jenven Remix                                                      |
| Joe Ghost                                      | Are You Ready                                           | Senzill    | 21/01/2013 | REVR053  | Hardwell Rework |
| W&W & Ummet Ozcan                              | The Code                                                | Senzill    | 04/02/2013 | REVR054  | - |
| Alvaro                                         | Rock Music                                              | Senzill    | 25/02/2013 | REVR055  | - |
| Varis Artistes                                 | Revealed Recordings Presents: Miami 2013                | Compilació | 11/03/2013 | REVR056  | - |
| Hardwell feat. Amba Sheperd                    | Apollo (The Remixes)                                    | EP         | 25/03/2013 | REVR057  | Inclou remixos de: Noisecontrollers, Lucky Date, Psychic Type & Dash Berlin                                            |
| Dannic                                         | Viper                                                   | Senzill    | 15/04/2013 | REVR058  | - |
| Dyro                                           | Leprechauns & Unicorns                                  | Senzill    | 29/04/2013 | REVR059  | - |
| Skitzofrenix                                   | Clap                                                    | Senzill    | 06/05/2013 | REVR060  | - |
| Hardwell & Dyro feat. Bright Lights            | Never Say Goodbye                                       | Senzill    | 20/05/2013 | REVR061B | - |
| Sultan + Ned Shepard VS Taurus & Vaggeli       | Draw Close                                              | Senzill    | 03/06/2013 | REVR062B | - |
| Mightyfools                                    | Footrocker                                              | Senzill    | 10/06/2013 | REVR063B | - |
| 3LAU, Paris & Simo Feat. Bright Lights         | Escape                                                  | Senzill    | 24/06/2013 | REVR064B | - |
| Alvaro & Mercer feat. Lil Jon                  | Welcome To The Jungle                                   | Senzill    | 01/07/2013 | REVR065B | - |
| Marco V VS Alex Guesta & Stefano Pain          | Quake                                                   | Senzill    | 15/07/2013 | REVR066B | - |
| Goldfish & Blink                               | Here We Go Again                                        | Senzill    | 22/07/2013 | REVR067B | - |
| Kill The Buzz                                  | Shake                                                   | Senzill    | 29/07/2013 | REVR068  | - |
| Hardwell & W&W                                 | Jumper                                                  | Senzill    | 05/08/2013 | REVR069  | - |
| Dannic                                         | Rocker                                                  | Senzill    | 19/08/2013 | REVR070  | - |
| Hardwell & Dyro feat. Bright Lights            | Never Say Goodbye                                       | Senzill    | 26/08/2013 | REVR071B | Wildstylez Remix |
| Kenneth G                                      | Rage-Aholics                                            | Senzill    | 02/09/2013 | REVR072  | - |
| Blasterjaxx                                    | Fifteen                                                 | Senzill    | 09/09/2013 | REVR073  | Hardwell Edit |
| Deorro                                         | Yee                                                     | Senzill    | 23/09/2013 | REVR074  | - |
| Lush & Simon, Row Rocka & Julian Calor         | Talent Revealed Vol. 2                                  | EP         | 14/10/2013 | REVR075  | Tracklist : Lush & Simon - Adrenaline / Row Rocka - Gate 9 / Julian Calor - Space Dial                                 |
| Hardwell & MAKJ                                | Countdown                                               | Senzill    | 07/10/2013 | REVR076  | - |
| Dyro                                           | Go Down                                                 | Senzill    | 22/10/2013 | REVR077  | Retardat un dia per problemes sense anunciar.                                                                          |
| Dannic & Sick Individuals                      | Blueprint                                               | Senzill    | 28/10/2013 | REVR078  | - |
| 3LAU & Paris & Simo Feat. Bright Lights        | Escape                                                  | Senzill    | 01/11/2013 | REVR079  | Inclou remixos de: Flatdisk, Manse & Charity Strike                                                                    |
| Hardwell Feat. Matthew Koma                    | Dare You                                                | Senzill    | 13/11/2013 | REVR080  | - |
| Sandro Silva                                   | Payback                                                 | Senzill    | 11/11/2013 | REVR081  | - |
| Thomas Newson                                  | Pallaroid                                               | Senzill    | 18/11/2013 | REVR082  | - |
| Dyro Feat. Radboud                             | You Gotta Know                                          | Senzill    | 25/11/2013 | REVR083  | iTunes Version Inclou Radio Edit                                                                                       |
| Mako Feat. Angel Taylor                        | Beam                                                    | Senzill    | 02/12/2013 | REVR084  | Dannic Mix, iTunes Version Inclou Dannic Mix Edit                                                                      |
| Mell Tierra                                    | Boomerang / Recipe / Soldiers                           | EP         | 09/12/2013 | REVR085  | - |
| Kill The Buzz & JoeySuki                       | Life Is Calling                                         | Senzill    | 16/12/2013 | REVR086  | iTunes Version Inclou Radio Edit                                                                                       |
| Blasterjaxx                                    | Mystica                                                 | Senzill    | 06/01/2014 | REVR087  | - |
| Jewelz & Scott Sparks Feat. Quilla             | Unless We Forget                                        | Senzill    | 13/01/2014 | REVR088  | - |
| Dannic                                         | Lion                                                    | Senzill    | 20/01/2014 | REVR089  | - |
| Dyro                                           | Black Smoke                                             | Senzill    | 27/01/2014 | REVR090  | Retardat un dia per problemes amb Beatport                                                                             |
| Futuristic Polar Bears                         | Back To Earth                                           | Senzill    | 03/02/2014 | REVR091  | - |
| Hardwell feat. Matthew Koma                    | Dare You (The Remixes Part. 1)                          | EP         | 10/02/2014 | REVR092  | Inclou remixos de: Tiësto vs. twoloud & Cash Cash                                                                      |
| Julian Calor                                   | Typhoon / Storm                                         | EP         | 17/02/2014 | REVR093  | - |
| Joey Dale                                      | Watcha Called Me / Shockwave                            | EP         | 24/02/2014 | REVR094  | - |
| Dash Berlin & Carita La Nina                   | Dragonfly                                               | Senzill    | 03/03/2014 | REVR095  | - |
| Varis Artistes                                 | Revealed Recordings Presents Miami 2014 Sampler         | EP         | 14/03/2014 | REVR096  | - |
| Jewelz & Scott Sparks                          | Pharaoh                                                 | Senzill    | 24/03/2014 | REVR097  | - |
| Dyro Feat. Ryder                               | Calling Out                                             | Senzill    | 17/03/2014 | REVR098  | - |
| Dannic Feat. Bright Lights                     | Dear Life                                               | Senzill    | 31/03/2014 | REVR099  | - |
| Hardwell                                       | Everybody Is In The Place                               | Senzill    | 07/04/2014 | REVR100  | - |
| Ftampa, Goldfish & Blink                       | Kismet                                                  | Senzill    | 14/04/2014 | REVR101  | - |
| W&W & Blasterjaxx                              | Rocket                                                  | Senzill    | 21/04/2014 | REVR102  | - |
| Dannic vs Merk & Kremont                       | Anubi                                                   | Senzill    | 28/04/2014 | REVR103  | - |
| Dyro                                           | Sounds Like                                             | Senzill    | 05/05/2014 | REVR104  | - |
| Swanky Tunes Feat. C. Todd Nielsen             | Fire In Our Hearts                                      | Senzill    | 12/05/2014 | REVR105  | - |
| Hardwell Feat. Matthew Koma                    | Dare You (The Remixes Part. 2)                          | EP         | 16/05/2014 | REVR106  | Inclou remixos de: Tritonal & Andrew Rayel                                                                             |
| Marcus Schossow & Arston                       | The Universe                                            | Senzill    | 19/05/2014 | REVR107  | - |
| Jewelz & Scott Sparks feat. Quilla             | Unless We Forget                                        | Senzill    | 23/05/2014 | REVR108  | Julian Calor Remix |
| Paris Blohm & Taylr Renee                      | Left Behinds                                            | Senzill    | 26/05/2014 | REVR109  | - |
| Varis Artistes                                 | Revealed Recordings Presents Revealed Festival EP Vol.1 | EP         | 06/06/2014 | REVR110  | Tracklist : Kill The Buzz - Carbon / Domeno, Mikey Salerno - Science / Joey Dale - About The Drop Out                  |
| Deorro & J-Trick                               | Rambo (Hardwell Edit)                                   | Senzill    | 09/06/2014 | REVR111  | - |
| Dyro & Dannic                                  | Radical                                                 | Senzill    | 16/06/2014 | REVR112  | - |
| Jordy Dazz & Jimi Frew                         | Vortex                                                  | Senzill    | 23/06/2014 | REVR113  | - |
| Bassjackers & Kenneth G                        | Rampage                                                 | Senzill    | 30/06/2014 | REVR114  | - |
| Varis Artistes                                 | Revealed Recordings Presents Revealed Festival EP Vol.2 | EP         | 14/07/2014 | REVR115  | Tracklist: Jacob van Hage, Halfway House - Panic / Tom Ferro- Steel Drum / Angemi, Prezioso - Brakeless                |
| Hardwell & Joey Dale feat. Luciana             | Arcadia                                                 | Senzill    | 07/07/2014 | REVR116  | - |
| Sandro Silva & Arston                          | Symphony                                                | Senzill    | 21/07/2014 | REVR117  | - |
| Dannic                                         | Zenith                                                  | Senzill    | 28/07/2014 | REVR118  | - |
| Thomas Newson                                  | Ravefield                                               | Senzill    | 04/08/2014 | REVR119  | - |
| Varis Artistes                                 | Revealed Recordings Presents: The Hardstyle Remixes     | EP         | 08/08/2014 | REVR120  | Inclou Remixos de: Hard Driver & Substance One, Wasted Penguinz, Jay Cosmic y Audiotricz                               |
| Jordy Dazz & Fafaq                             | Jumbo                                                   | Senzill    | 11/08/2014 | REVR121  | - |
| Vicetone                                       | Heat                                                    | Senzill    | 18/08/2014 | REVR122  | - |
| Varis Artistes                                 | Dannic Selection (Part 1)                               | EP         | 22/08/2014 | REVR123  | Tracklist : Tom & Jame - Combat / Flatdisk - Horus / Mydo - Benidorm                                                   |
| Sick Individuals                               | Lost & Found                                            | Senzill    | 25/08/2014 | REVR124  | - |
| Marnik                                         | Momentum                                                | Senzill    | 01/09/2014 | REVR125  | - |
| Dannic feat. Bright Lights                     | Dear Life (The Remixes)                                 | EP         | 08/09/2014 | REVR126  | Remixos de: Bassjackers, Lucky Date & Blasterz                                                                         |
| Hardwell & Joey Dale feat. Luciana             | Arcadia (The Remixes)                                   | EP         | 15/09/2014 | REVR127  | Remixos de: Psyko Punkz & Thomas Newson                                                                                |
| Ralvero                                        | District                                                | Senzill    | 22/09/2014 | REVR128  | - |
| KSHMR & DallasK                                | Burn                                                    | Senzill    | 17/09/2014 | REVR129  | - |
| Dannic & TV Noise                              | Solid                                                   | Senzill    | 29/09/2014 | REVR130  | - |
| Thomas Gold feat. Kate Elsworth                | Colourblind                                             | Senzill    | 06/10/2014 | REVR131  | - |
| Lucky Date                                     | Just Move                                               | Senzill    | 13/10/2014 | REVR132  | - |
| Hardwell feat. Chris Jones                     | Young Again                                             | Senzill    | 20/10/2014 | REVR133  | - |
| Sick Individuals                               | Made For This                                           | Senzill    | 27/10/2014 | REVR134  | - |
| Dannic feat. Shermanology                      | Wait For You                                            | Senzill    | 03/11/2014 | REVR135  | - |
| Thomas Newson & Futuristic Polar Bears         | Taurus                                                  | Senzill    | 10/11/2014 | REVR136  | - |
| Mark Sixma & Kill The Buzz                     | Rise Up                                                 | Senzill    | 17/11/2014 | REVR137  | - |
| Tommy Trash & Henry Fong Ft. Faith Renée Evans | Love Like This                                          | Senzill    | 24/11/2014 | REVR138  | - |
| JAGGS                                          | BleepDiFreek                                            | Senzill    | 01/12/2014 | REVR139  | - |
| Row Rocka                                      | Kingwood                                                | Senzill    | 08/12/2014 | REVR140  | - |
| Thomas Newson & Jaz von D                      | Elephant                                                | Senzill    | 15/12/2014 | REVR141  | - |
| Hardwell & W&W feat. Fatman Scoop              | Don´t Stop The Madness                                  | Senzill    | 22/12/2014 | REVR142  | - |
| KURA                                           | Makhor                                                  | Senzill    | 29/12/2014 | REVR143  | - |
| Blasterjaxx & DBSTF feat. Ryder                | Beautiful World                                         | Senzill    | 05/01/2015 | REVR144  | - |
| 3LAU & Nom de Strip feat. Estelle              | The Night                                               | Senzill    | 12/01/2015 | REVR145  | - |
| Varis Artistes                                 | Dannic Selection (Part 2)                               | EP         | 19/01/2015 | REVR146  | Tracklist: Marc Benjamin & Revero - Lights Camera Action / Pelari & Pablo Oliveros - Blackout / Mydo - Push            |
| Joey Dale                                      | Zodiac/Gladiator EP                                     | EP         | 26/01/2015 | REVR147  | - |
| Bynon & Domeno feat. Alice Berg                | Golden Hearts (Dannic Edit)                             | Senzill    | 02/02/2015 | REVR148  | - |
| Julian Calor                                   | Evolve                                                  | Senzill    | 09/02/2015 | REVR149  | - |
| Headhunterz                                    | Once Again                                              | Senzill    | 16/02/2015 | REVR150  | - |
| Dannic & Shermanology                          | Wait For You (The Remixes)                              | EP         | 20/02/2015 | REVR151  | Remixos de: Tom & Jame i Jewelz & Sparks -                                                                             |
| Sam O Neall                                    | Forever Young                                           | Senzill    | 23/02/2015 | REVR152  | - |
| Thomas Gold feat. Kate Elsworth                | Colourblind                                             | Senzill    | 27/02/2015 | REVR153  | Matt Nash & Dave Silcox Remix                                                                                          |
| Mako, Paris & Simo                             | Not Alone                                               | Senzill    | 02/03/2015 | REVR154  | - |
| Swanky Tunes feat. C. Todd Nielsen             | Fire In Our Hearts (The Remixes)                        | EP         | 06/03/2015 | REVR155  | Remixos de: Joey Dale & Arston -                                                                                       |
| FTampa & WAO                                   | Troy                                                    | Senzill    | 09/03/2015 | REVR156  | - |
| Dannic & Lucky Date feat. Harrison             | Mayday                                                  | Senzill    | 16/03/2015 | REVR157  | - |
| Julian Calor                                   | Cell                                                    | Senzill    | 23/03/2015 | REVR158  | - |
| Joey Dale                                      | Haunted House/The Harder They Fall EP                   | EP         | 30/03/2015 | REVR159  | - |
| Sam O Neall                                    | Forever Young                                           | Senzill    | 10/04/2015 | REVR161  | Bobby Rock Remix |
| Manse feat. Alice Berg                         | Freeze Time                                             | Senzill    | 13/04/2015 | REVR162  | - |
| Jordy Dazz                                     | Disco Nights                                            | Senzill    | 17/04/2015 | REVR163  | - |
| FTampa                                         | That Drop                                               | Senzill    | 20/04/2015 | REVR164  | - |
| Blasterjaxx & DBSTF feat. Ryder                | Beautiful World                                         | Senzill    | 24/04/2015 | REVR165  | D-Block & S-Te-Fan Remix                                                                                               |
| Kill The Buzz feat. David Spekter              | Don't Give Up                                           | Senzill    | 27/04/2015 | REVR166  | - |
| Dannic                                         | Fonk                                                    | Senzill    | 04/05/2015 | REVR167  | - |
| Nom De Strip                                   | Aliens                                                  | Senzill    | 11/05/2015 | REVR168  | - |
| Spencer Tarring feat. Angelika Vee             | Fall Down                                               | Senzill    | 18/05/2015 | REVR169  | Inclou remixos de: Kadian & Protoculture                                                                               |
| Syn Cole                                       | May                                                     | Senzill    | 25/05/2015 | REVR170  | - |
| Sick Individuals                               | Lost & Found                                            | Senzill    | 29/05/2015 | -        | Marcus Santoro Remix                                                                                                   |
| W&W & Blasterjaxx                              | Bowser                                                  | Senzill    | 01/06/2015 | REVR171  | - |
| 3LAU & Nom De Strip feat. Estelle              | The Night (The Remixes)                                 | EP         | 12/06/2015 | REVR172  | Remixos de: ak9 & Hunter Siegel                                                                                        |
| JAGGS                                          | Ramper                                                  | Senzill    | 08/06/2015 | REVR173  | - |
| Dannic feat. Bright Lights                     | Forever                                                 | Senzill    | 15/06/2015 | REVR174  | - |
| Holl & Rush vs Tom & Jame                      | Buddha                                                  | Senzill    | 22/06/2015 | REVR175  | - |
| Row Rocka                                      | Colossus                                                | Senzill    | 26/06/2015 | REVR176  | - |
| Hardwell & Wiwek                               | Chameleon                                               | Senzill    | 29/06/2015 | REVR177  | - |
| Dyro & Conro feat. Envy Monroe                 | Bittersweet                                             | Senzill    | 06/07/2015 | REVR178  | Inclou Conro Remix |
| Thomas Newson & Joey Dale                      | Timecode                                                | Senzill    | 10/07/2015 | REVR179  | - |
| Thomas Gold feat. Bright Lights                | Believe                                                 | Senzill    | 13/07/2015 | REVR180  | - |
| JAGGS                                          | BleepDiFreak                                            | Senzill    | 18/07/2015 | -        | VIP Edit |
| Hardwell & Dannic feat. Haris                  | Survivors                                               | Senzill    | 20/07/2015 | REVR181  | - |
| Manse feat. Chris Jones                        | Rising Sun                                              | Senzill    | 27/07/2015 | REVR182  | - |
| Lucky Date feat. Sabrina Sings                 | I Like You                                              | Senzill    | 31/07/2015 | REVR183  | - |
| Henry Fong & Futuristic Polar Bears            | Velocity                                                | Senzill    | 03/08/2015 | REVR184  | - |
| Arston feat. Christian Burns                   | Where The Lights Are                                    | Senzill    | 07/08/2015 | REVR185  | - |
| DallasK                                        | Retrograde                                              | Senzill    | 10/08/2015 | REVR186  | - |
| Varis Artistes                                 | Dannic Selection (Part 3)                               | EP         | 14/08/2015 | REVR187  | Tracklist: Roulndoors / Tim Van Werd - ZIG / Magnificence - Uniform / Mydo feat. Gavrielle - Believe / Skidka - Wulkan |
| Domeno & Michael Sparks                        | Locked & Loaded                                         | Senzill    | 17/08/2015 | REVR188  | Hardwell Edit |
| Maddix                                         | Riptide                                                 | Senzill    | 21/08/2015 | REVR189  | - |
| Alpharock & JAGGS                              | Bassface                                                | Senzill    | 24/08/2015 | REVR190  | - |
| Karim Mika & Moe Aly                           | Quantam                                                 | Senzill    | 28/08/2015 | REVR191  | - |
| Dannic vs Tom & Jame                           | Clap                                                    | Senzill    | 31/08/2015 | REVR192  | - |
| Ralvero & Kill The Buzz                        | Dreamin                                                 | Senzill    | 07/09/2015 | REVR193  | - |
| Bali Bandits                                   | Need Someone                                            | Senzill    | 11/09/2015 | REVR194  | - |
| Joey Dale, Rico & Miella                       | Winds                                                   | Senzill    | 18/09/2015 | REVR195  | - |
| Tom & Jame                                     | Find You                                                | Senzill    | 21/09/2015 | REVR196  | - |
| DallasK                                        | Kaya                                                    | Senzill    | 28/09/2015 | REVR197  | - |
| No Mondays feat. Monstère                      | Let It Be You                                           | Senzill    | 02/10/2015 | REVR198  | - |
| Lucky Date & Toby Green                        | Firebird                                                | Senzill    | 05/10/2015 | REVR199  | - |
| Hardwell feat. Jake Reese                      | Mad World                                               | Senzill    | 12/10/2015 | REVR200  | - |
| Thomas Newson                                  | Shakedown                                               | Senzill    | 19/10/2015 | REVR201  | - |
| Waysons feat. Charlie Ray & Nathan Brumley     | Homeland                                                | Senzill    | 23/10/2015 | REVR202  | - |
| Dannic & Sick Individuals                      | Feel Your Love                                          | Senzill    | 26/10/2015 | REVR203  | - |
| Bali Bandits                                   | Bend It                                                 | Senzill    | 30/10/2015 | REVR204  | - |
| Quintino                                       | Scorpion                                                | Senzill    | 02/11/2015 | REVR205  | Hardwell Edit |
| Ralvero & Karim Mika                           | Mad                                                     | Senzill    | 06/11/2015 | REVR206  | - |
| Paris & Simo feat. Errol Reid                  | Can You See                                             | Senzill    | 09/11/2015 | REVR207  | - |
| Maddix                                         | Ghosts                                                  | Senzill    | 18/11/2015 | REVR208  | - |
| Holl & Rush                                    | Got Some                                                | Senzill    | 30/11/2015 | REVR211  | - |

## Llançaments especials
| Artista                                | Llançament                                                | Tipus      | Data       | Catàleg    |
| -------------------------------------- | --------------------------------------------------------- | ---------- | ---------- | ---------- |
| Hardwell                               | Three Triangles                                           | Senzill    | 12/04/2012 | REVRSP001  |
| Hardwell feat. Collin McLoughlin       | Call Me A Spaceman (Unplugged Version)                    | Senzill    | 24/09/2012 | REVRSP002  |
| Hardwell                               | Spaceman (Carnage Festival Trap Mix)                      | Senzill    | 29/12/2012 | REVRSP003  |
| Hardwell feat. Amba Shepard            | Apollo (Radio Edit)                                       | Senzill    | 11/01/2013 | REVRSP004  |
| Hardwell feat. Amba Shepard            | Apollo (Alternative Radio Edit)                           | Senzill    | 12/01/2013 | REVRSP004A |
| Kid Massive & Alex Sayz feat. Miella   | Strong (Radio Edit)                                       | Senzill    | 15/03/2013 | REVRSP005  |
| W&W & Ummet Ozcan                      | The Code (Radio Edit)                                     | Senzill    | 29/03/2013 | REVRSP006  |
| Joe Ghost                              | Are You Ready (Hardwell Rework Radio Edit)                | Senzill    | 26/04/2013 | REVRSP007  |
| Varis Artistes                         | Hardwell Presents : Revealed Volume 4                     | Compilació | 21/06/2013 | REVRSP008  |
| Hardwell                               | Three Triangles (Losing My Religion)                      | Senzill    | 02/09/2013 | REVRSP009  |
| Hardwell & Dyro feat. Bright Lights    | Never Say Goodbye (Wildstylez Remix) [Radio Edit]         | Senzill    | 27/08/2013 | REVRSP010  |
| 3LAU, Paris & Simo feat. Bright Lights | Escape (Radio Edit)                                       | Senzill    | 20/09/2013 | REVRSP011  |
| Hardwell & W&W                         | Jumper (Radio Edit)                                       | Senzill    | 01/10/2013 | REVRSP012  |
| Varis Artistes                         | Revealed Collection Part 1 : ADE Edition                  | Compilació | 11/10/2013 | REVRSP013  |
| Deorro                                 | Yee (Radio Edit)                                          | Senzill    | 08/11/2013 | REVRSP014  |
| Hardwell feat. Matthew Koma            | Dare You (Radio Edit)                                     | Senzill    | 13/11/2013 | REVRSP015A |
| Sandro Silva                           | Payback (Radio Edit)                                      | Senzill    | 11/12/2013 | REVRSP016A |
| Varis Artistes                         | The Sound Of Revealed 2013 - Mixed By Kill The Buzz       | Compilació | 06/01/2014 | REVRSP016B |
| Blasterjaxx                            | Mystica (WereWolf)                                        | Senzill    | 21/02/2014 | REVRSP018A |
| Varis Artistes                         | Revealed Recordings Presents Miami 2014 (iTunes Version)  | Senzill    | 14/03/2014 | REVRSP019  |
| Futuristic Polar Bears                 | Back To Earth (Radio Edit)                                | Senzill    | 19/03/2014 | REVRSP020  |
| Dyro feat. Ryder                       | Calling Out (Radio Edit)                                  | Senzill    | 30/04/2014 | REVRSP021  |
| Hardwell                               | Everybody Is In The Place (Radio Edit)                    | Senzill    | 18/04/2014 | REVRSP022  |
| Dannic feat. Bright Lights             | Dear Life (Radio Edit)                                    | Senzill    | 25/04/2014 | REVRSP023  |
| Varis Artistes                         | Hardwell Presents : Revealed Volume 5 (Sampler)           | Compilació | 20/06/2014 | REVRSP028  |
| Hardwell & Joey Dale feat. Luciana     | Arcadia (Radio Edit)                                      | Senzill    | 08/08/2014 | REVRSP029  |
| Dannic                                 | Zenith (Radio Edit)                                       | Senzill    | 18/08/2014 | REVRSP030  |
| Jordy Dazz & Fafaq                     | Jumbo (Radio Edit)                                        | Senzill    | 25/08/2014 | REVRSP031  |
| Paris Blohm & Taylor Renee             | Left Behinds (Radio Edit)                                 | Senzill    | 28/08/2014 | REVRSP032  |
| Varis Artistes                         | Revealed Recordings #BeatportDecade (Progressive House)   | Compilació | 12/09/2014 | REVRSP036  |
| Sick Individuals                       | Lost & Found (Radio Edit)                                 | Senzill    | 08/09/2014 | REVRSP037  |
| Varis Artistes                         | Revealed Recordings Presents ADE Sampler 2014 (Sampler)   | Compilació | 10/10/2014 | REVRSP038  |
| Hardwell                               | United We Are (Deluxe Version)                            | Compilació | 23/01/2015 | REVRSP041  |
| Thomas Gold feat. Kate Elsworth        | Colourblind (Radio Edit)                                  | Senzill    | 25/01/2015 | REVRSP042  |
| Sick Individuals                       | Made For This (Radio Edit)                                | Senzill    | 02/02/2015 | REVRSP043  |
| Dannic & Shermanology                  | Wait For You (Radio Edit)                                 | Senzill    | 09/02/2015 | REVRSP045  |
| 3LAU & Nom De Strip                    | The Night (Radio Edit)                                    | Senzill    | 12/02/2015 | REVRSP049  |
| Varis Artistes                         | Revealed Recordings Presents Miami Sampler 2015 (Sampler) | Compilació | 20/03/2015 | REVRSP054  |
| Sick Individuals                       | Lost & Found (Marcus Santoro Remix)                       | Senzill    | 25/05/2015 | REVRSP068  |
| Hardwell & Armin Van Buuren            | Off The Hook                                              | Senzill    | 14/09/2015 | REVRSP076  |
| Varis Artistes                         | Revealed Recordings Presents ADE Sampler 2015 (Sampler)   | Compilació | 03/10/2015 | REVRSP078  |
| Julian Calor                           | Evolve (Monartic Remix)                                   | Senzill    | 03/10/2015 | REVRSP083  |

## Àlbums
| Artista      | Llançament                                          | Tipus      | Data       | Catàleg   |
| ------------ | --------------------------------------------------- | ---------- | ---------- | --------- |
| Varis        | The Sound of Revealed 2012 (Mixed by Dannic & Dyro) | Compilació | 24/12/2012 | REVRCD001 |
| Hardwell     | I Am Hardwell (Original Soundtrack)                 | Soundtrack | 06/12/2013 | REVRCD002 |
| Hardwell     | Hardwell Presents Revealed Vol. 5                   | Compilació | 20/06/2014 | REVRCD003 |
| Hardwell     | United We Are                                       | Compilació | 23/01/2015 | REVRCD004 |
| Julian Calor | Evolve                                              | Compilació | 01/05/2015 | REVRCD005 |
| Hardwell     | Hardwell Presents Revealed Vol. 6                   | Compilació | 19/06/2015 | REVRCD006 |
| Hardwell     | United We Are Remixed                               | Compilació |            | REVRCD007 |

## Llançaments sense data
| Artista                                      | Nom                             | Tipus   | Data       | Catàleg | Informació Addicional                                                                    |
| -------------------------------------------- | ------------------------------- | ------- | ---------- | ------- | ---------------------------------------------------------------------------------------- |
| Hardwell & Martin Garrix                     | Musicbox                        | Senzill |            |         | Premier durant el set de Hardwell @ Kinetic Field, EDC New York 2014                     |
| Hardwell & W&W                               | ID                              | Senzill |            |         | Premier durant el set W&W en Ministry Of Sound London 2013.                              |
| Thomas Newson & Manse                        | Back Again                      | Senzill |            |         | Premier durant el set de Thomas Newson @ SLAM!FM Bij 2015-05-06                          |
| Hardwell feat. Mr. Probz                     | Birds Fly (W&W Remix)           | Senzill |            |         | Premier durant el set de Hardwell @ Ultra Music Festival Miami 2015                      |
| Blasterjaxx & DBSTF                          | Pernassia (Working Title)       | Senzill |            |         | Premier durant el set de Blasterjaxx @ Ultra Music Festival Miami 2015                   |
| Dannic & KSHMR                               | ID (Here We Go)                 | Senzill |            |         | Premier durant el set de Dannic @ EDC Las Vegas 2015                                     |
| Hardwell & Afrojack                          | ID                              | Senzill |            |         | Premier durant el set de Hardwell @ The Flying Dutch, Netherlands 2015                   |
| Thomas Newson                                | ID                              | Senzill |            |         | Premier durant el set de Hardwell @ Spring Awakening Music Festival 2015.                |
| Dannic feat. Airto                           | Light The Sky                   | Senzill |            |         | Premier durant el set de Dannic @ EDC Las Vegas 2015                                     |
| Manse vs. JAKKO & Killogy feat. Delaney Jane | Don't Look Back (Working Title) | Senzill |            |         | Premier durant el set de Manse @ Tomorrowland Belgium 2015                               |
| Mako vs. Paris & Simo                        | Not Alone (Tom & Jame Remix)    | Senzill |            |         | Premier durant el set de Tom & Jame @ Tomorrowland Belgium 2015                          |
| Holl & Rush                                  | ID                              | Senzill |            |         | Premier durant el set de Dannic @ Tomorrowland Belgium 2015                              |
| Hardwell feat. Jake Reese                    | Run Wild                        | Senzill | ??/03/2016 |         | Premier durant el set de Hardwell @ Tomorrowland Belgium 2015                            |
| Hardwell & R3hab                             | ID                              | Senzill |            |         | Premier durant el Set de Hardwell @ Tomorrowland Belgium 2015                            |
| Hardwell & KURA                              | ID                              | Senzill |            |         | Premier durant el Set de Hardwell @ Festival Meo Sudoeste, Portugal                      |
| Hardwell feat. Chris Jones                   | Young Again (KURA Remix)        | Senzill |            |         | Premier durant el Set de Hardwell @ Tomorrowworld 2015.                                  |
| Hardwell                                     | ID (OldSchool Style)            | Senzill |            |         | Premier durant el Set de Hardwell @ Hardwell Presents Revealed, Heineken Music Hall 2015 |
| Hardwell feat. Jonathan Mendelsohn           | Echo (Lucky Date Remix)         | Senzill |            |         | Premier durant el Set de Hardwell @ Ultra Music Festival Korea 2015                      |
| Hardwell feat. Haris                         | ID                              | Senzill |            |         |                                                                                          |
| Hardwell & KSHMR                             | ID                              | Senzill |            |         |                                                                                          |

## Revealed Radio
| Artista                             | Número             | Data       |
| ----------------------------------- | ------------------ | ---------- |
| Hardwell                            | Revealed Radio 001 | 06/03/2015 |
| Mako, Paris & Simo                  | Revealed Radio 002 | 13/03/2015 |
| Dannic                              | Revealed Radio 003 | 20/03/2015 |
| Joey Dale                           | Revealed Radio 004 | 27/03/2015 |
| Manse                               | Revealed Radio 005 | 03/04/2015 |
| Jordy Dazz                          | Revealed Radio 006 | 10/04/2015 |
| Tommy Trash                         | Revealed Radio 007 | 17/04/2015 |
| Kill The Buzz                       | Revealed Radio 008 | 24/04/2015 |
| FTampa                              | Revealed Radio 009 | 01/05/2015 |
| Julian Calor                        | Revealed Radio 010 | 08/05/2015 |
| Nom De Strip                        | Revealed Radio 011 | 15/05/2015 |
| Spencer Tarring                     | Revealed Radio 012 | 22/05/2015 |
| 3LAU                                | Revealed Radio 013 | 29/05/2015 |
| JAGGS                               | Revealed Radio 014 | 05/06/2015 |
| Blasterjaxx                         | Revealed Radio 015 | 12/06/2015 |
| Hardwell (Revealed Vol. 6 Special)  | Revealed Radio 016 | 22/06/2015 |
| Row Rocka                           | Revealed Radio 017 | 26/06/2015 |
| Thomas Newson                       | Revealed Radio 018 | 03/07/2015 |
| Wiwek                               | Revealed Radio 019 | 10/07/2015 |
| Thomas Gold                         | Revealed Radio 020 | 17/07/2015 |
| Dyro                                | Revealed Radio 021 | 24/07/2015 |
| Lucky Date                          | Revealed Radio 022 | 31/07/2015 |
| Henry Fong & Futuristic Polar Bears | Revealed Radio 023 | 07/08/2015 |
| Arston                              | Revealed Radio 024 | 14/08/2015 |
| DallasK                             | Revealed Radio 025 | 21/08/2015 |
| Sick Individuals                    | Revealed Radio 026 | 28/08/2015 |
| Tom & Jame                          | Revealed Radio 027 | 04/09/2015 |
| Ralvero                             | Revealed Radio 028 | 11/09/2015 |
| Domeno                              | Revealed Radio 029 | 18/09/2015 |
| Swanky Tunes                        | Revealed Radio 030 | 25/09/2015 |
| Holl & Rush                         | Revealed Radio 031 | 02/10/2015 |
| Maddix                              | Revealed Radio 032 | 09/10/2015 |
| Bali Bandits                        | Revealed Radio 033 | 17/10/2015 |
| Kura                                | Revealed Radio 034 | 23/10/2015 |
| Toby Green                          | Revealed Radio 035 | 30/10/2015 |
| Quintino                            | Revealed Radio 036 | 06/11/2015 |
| Bassjackers                         | Revealed Radio 037 | 13/11/2015 |

## Artistes
- Hardwell (Fundador de Revealed Recordings)
- Dannic (També conegut com a Brainless o DJ Funkadelic) (Fonk Recordings és el segell discogràfic que acaba de fundar)
- Dyro (Actualment té el seu propi segell anomenat WOLV)
- Quintino
- W&W
- Jordy Dazz
- JoeySuki
- Kill The Buzz
- Paris & Simo
- Julian Calor
- Blasterjaxx
- Manse
- Fafaq
- Thomas Newson
- Mako
- Joey Dale
- Jewelz & Scott Sparks
- Bassjackers
- Marcus Schowssow
- FTampa
- Arston
- Sick Individuals
- Ralvero
- DallasK
- KSHMR
- Thomas Gold
- Lucky Date
- 3LAU
- JAGGS
- KURA
- Matt Nash
- Dave Silcox
- Tom & Jame
- Holl & Rush
- Spencer Tarring
- Domeno
- Michael Sparks
- Conro
- Row Rocka
- Nom De Strip
- Syn Cole
- D-Block & S-Te-Fan
- Headhunterz
- Manse
- Sam O Neall
- Marc Benjamin
- Mydo
- Paris Blohm
- Swanky Tunes
- Lush & Simon
- Sabrina Signs (Vocalista i DJ/Productora)
- Harrison (Vocalista i DJ/Productor)
- Jake Reese (vocalista)
- Angelika Vee (vocalista)
- Matthew Koma (vocalista)
- Amba Shepherd (vocalista)
- Bright Lights (vocalista)
- Alice Berg (vocalista)
- Envy Monroe (vocalista)
- Chris Jones (vocalista)